# Капелкенжер
Капелкенжер (фр. Kappelkinger) је насеље и општина у Француској у региону Лорена, у департману Мозел.
По подацима из 2011. године у општини је живело 404 становника, а густина насељености је износила 47,09 становника/km².

## Демографија
| 1962. | 1968. | 1975. | 1982. | 1990. | 2011. |
| ----- | ----- | ----- | ----- | ----- | ----- |
| 422   | 442   | 390   | 403   | 388   | 404   |